# Річард Беймер
Річард Беймер (англ. Richard Beymer; 20 лютого 1938) — американський актор, відомий як виконавець ролі Тоні в кіноверсії культового бродвейського мюзиклу «Вестсайдська історія» (1961).

## Біографія
Річард Беймер народився 20 лютого 1938 року в місті Авока, штат Айова. У кінці 1940-х разом з батьками переїхав до Голлівуду. З 1949 року почав зніматися на телебаченні. Дебют у кіно відбувся у фільмі «Вокзал Терміні» (1953) режисера Вітторіо де Сікі. У цьому ж році зіграв одну з ролей у фільмі «Такий дорослий». У 1957 році зіграв у фільмі «Джонні Тремейн». У наступні роки знімався в таких відомих фільмах, як «Щоденник Анни Франк» (1959), «Вестсайдська історія» (1961), після якого номінувався на премію «Золотий глобус», «Найдовший день» (1962). У 1980-і роки знімався в мильній опері «Паперові ляльки». Зіграв одну зі своїх значних ролей в телесеріалі «Твін Пікс».

## Фільмографія
- 1959 — Щоденник Анни Франк / The Diary of Anne Frank
- 1961 — Вестсайдська історія / West Side Story
- 1962 — Пригоди молодого Хемінгуея / Hemingway's Adventures of a Young Man
- 1983 — Через всю країну / Cross Country
- 1989 — Тиха ніч, смертельна ніч 3 / Silent Night, Deadly Night 3: Better Watch Out!
- 1990—1991 — Твін Пікс / Twin Peaks
- 1992 — Небезпечний острів / Danger Island
- 1992 — Чорний пояс / Blackbelt
- 1996 — Цілком таємно / The X-Files
- 2017 — Твін Пікс: Повернення / Twin Peaks